# Xenopolynema
Xenopolynema is een geslacht van vliesvleugeligen uit de familie Mymaridae. De wetenschappelijke naam van dit geslacht is voor het eerst geldig gepubliceerd in 1960 door Ogloblin.

## Soorten
Het geslacht Xenopolynema is monotypisch en omvat slechts de volgende soort:
- Xenopolynema areolatum Ogloblin, 1960